# Guacamai blau
El guacamai blau (Ara ararauna) és un guacamai netament sud-americà: l'àrea de distribució comprèn des de Panamà fins al nord de l'Argentina passant per tota la conca amazònica.

## Descripció
Aquests ocells poden arribar a una longitud de 76–86 cm i pesar entre 0,9 i 1,5 kg, cosa que els converteix en alguns dels membres més grossos dels psitàcids. Tenen un aspecte viu amb plomes de color blau aigua brillant a la part superior del cos, excepte al cap, que és de color llima. La part inferior, però, és d'un groc intens/taronja clar. El bec és negre, així com les plomes sota la barbeta. Les potes són de color gris, excepte per les urpes negres. L'ocell té la pell blanca, i la cara gairebé no té plomes a part d'unes poques negres separades entre si formant un patró de ratlles al voltant dels ulls. L'iris és de color groc clar pàl·lid.
Pot viure de 30 a 35 anys en estat salvatge i assoleixen la maduresa sexual entre els 3 i els 6 anys.
S'observa poca variació en el plomatge a tota la distribució. A la part inferior, alguns ocells tenen un color més taronja o "caramel", sobretot al pit. Això es veia sovint en ocells de Trinitat i altres de la zona del Carib. El guacamai blau utilitza el potent bec per trencar closques de nous i per enfilar-se i penjar-se dels arbres.

## Distribució i hàbitat
Aquesta espècie es troba a Panamà, Trinitat i Tobago, Colòmbia, Surinam, Guaiana Francesa, Veneçuela, Guyana, Perú, Brasil, Bolívia, Equador i Paraguai. L' àrea de distribució s'estén lleugerament fins a l'Amèrica Central, on està restringida a Panamà. Mentre que la majoria cria en zones rurals i forestals, un petit nombre cria en ciutats urbanes com Rondonópolis, Mato Grosso, Brasil, niant en palmeres mortes plantades amb finalitats ornamentals al costat de les carreteres de la ciutat. Tot i que gairebé van desaparèixer a Trinitat a causa de l'activitat humana durant la dècada de 1970, un programa recent de reintroducció ha demostrat ser un èxit. Entre 1999 i 2003, es van traslladar guacamais blaus capturats en estat salvatge de Guyana a Trinitat, en un intent de restablir l'espècie en una zona protegida al voltant del pantà de Nariva; malgrat això, la UICN encara els cataloga com a extingits del país. Una petita població reproductora descendent d'ocells introduïts es troba a Puerto Rico, i una altra ha habitat el comtat de Miami-Dade, Florida, des de mitjan dècada de 1980.

## Alimentació
A més de fruits secs, també s'alimenta de llavors, fruites, matèria vegetal, escorça i fulles, i també (segons s'ha constatat, però rarament) d'insectes i caragols.

## Reproducció
El guacamai blau generalment s'aparella de per vida. Nien gairebé exclusivament en palmeres mortes i la majoria dels nius són en palmeres Mauritia flexuosa. La femella normalment pon dos o tres ous. La femella incuba els ous durant uns vint-i-vuit dies. Un pollet és dominant i s'emporta la major part del menjar; els altres moren al niu. Els pollets volen del niu uns noranta-set dies després de l'eclosió. El color del mascle indica que està preparat per a la reproducció. Com més brillants i llampants siguin els colors, més possibilitats hi haurà de tenir parella.

## Conservació i amenaces
El guacamai blau està a punt de ser extingit al Paraguai, però encara es manté molt estès i és força comú en una gran part de l'Amèrica del Sud continental. Per tant, l'espècie està catalogada com a risc mínim per BirdLife International. La població salvatge no s'ha quantificat, però es creu que supera els 10.000 individus i està en declivi. Està inclòs a l'Apèndix II del CITES, amb comerç restringit.

## Avicultura
Fins i tot els guacamais blaus ben cuidats són coneguts per "cridar" per cridar l'atenció i fer altres sorolls forts. Les vocalitzacions fortes, especialment els "crits de ramat", i la masticació destructiva són parts naturals del comportament i són apreciats en captivitat. A causa de la gran mida, també requereixen molt espai per volar. Segons World Parrot Trust, un recinte per a un guacamai blau hauria de tenir, si és possible, almenys 15 m de llargada. Se sap que els guacamais en captivitat, mantinguts amb una bona dieta, exercici i atenció veterinària, han viscut seixanta anys o més i, per tant, les persones que consideren un guacamai com a lloro de companyia han de ser conscients d'això i tenir en compte que l'ocell pot sobreviure al propietari.
S'ha observat que el guacamai blau es torna vermell amb la pell facial nua i s'esponja les plomes de les galtes, el cap i el clatell quan interactua amb els humans. Això pot ser una expressió de l'estat emocional del lloro.

## Taxonomia
El guacamai blau va ser descrit formalment pel naturalista suec Carl Linnaeus el 1758 a la desena edició del seu Systema Naturae. El va classificar amb tots els altres lloros del gènere Psittacus i va encunyar el nom binomial Psittacus ararauna. Aquest guacamai és ara una de les vuit espècies existents dins del gènere Ara, proposat per primera vegada el 1799 pel naturalista francès Bernard Germain de Lacépède. El nom del gènere prové d'«ará» que significa “guacamai” en la llengua tupí del Brasil. La paraula és una onomatopeia basada en el so del crit que emet. L'epítet específic «ararauna »prové del tupí «Arára úna» que significa “lloro gros i fosc” per al guacamai jacint (Anodorhynchus hyacinthinus). La paraula «ararauna» havia estat utilitzada pel naturalista alemany Georg Marcgrave el 1648 a la seva Historia Naturalis Brasiliae.
L'espècie és monotípica: no es reconeix cap subespècie.